# Aleksandr Machovikov
Aleksandr Fëdorovič Machovikov (in russo Александр Фёдорович Маховиков?; Mosca, 12 aprile 1951) è un ex calciatore sovietico dal 1992 russo, di ruolo difensore.

## Palmarès

### Giocatore

#### Competizioni nazionali
- Campionato sovietico: 1

Dinamo Mosca: 1976
- Coppa dell'Unione Sovietica: 2

Dinamo Mosca: 1970, 1977
- Supercoppa dell'URSS: 1

Dinamo Mosca: 1977